# Corynoneura nupharis
Corynoneura nupharis är en tvåvingeart som beskrevs av Jean-Jacques Kieffer 1925. Corynoneura nupharis ingår i släktet Corynoneura och familjen fjädermyggor.
Artens utbredningsområde är Tyskland. Inga underarter finns listade i Catalogue of Life.